# قصر كوتش بيهار
قصر كوتش بيهار ويسمى أيضا بقصر فيكتور اليوبيل حيث يعتبر معلمًا في مدينة كوتش بيهار غرب البنغال. حيث تم تصميمه على طراز قصر بكنغهام في لندن في عام 1887 في عهد الماهاراجا نيربنديا نارايان.

## معرض صور

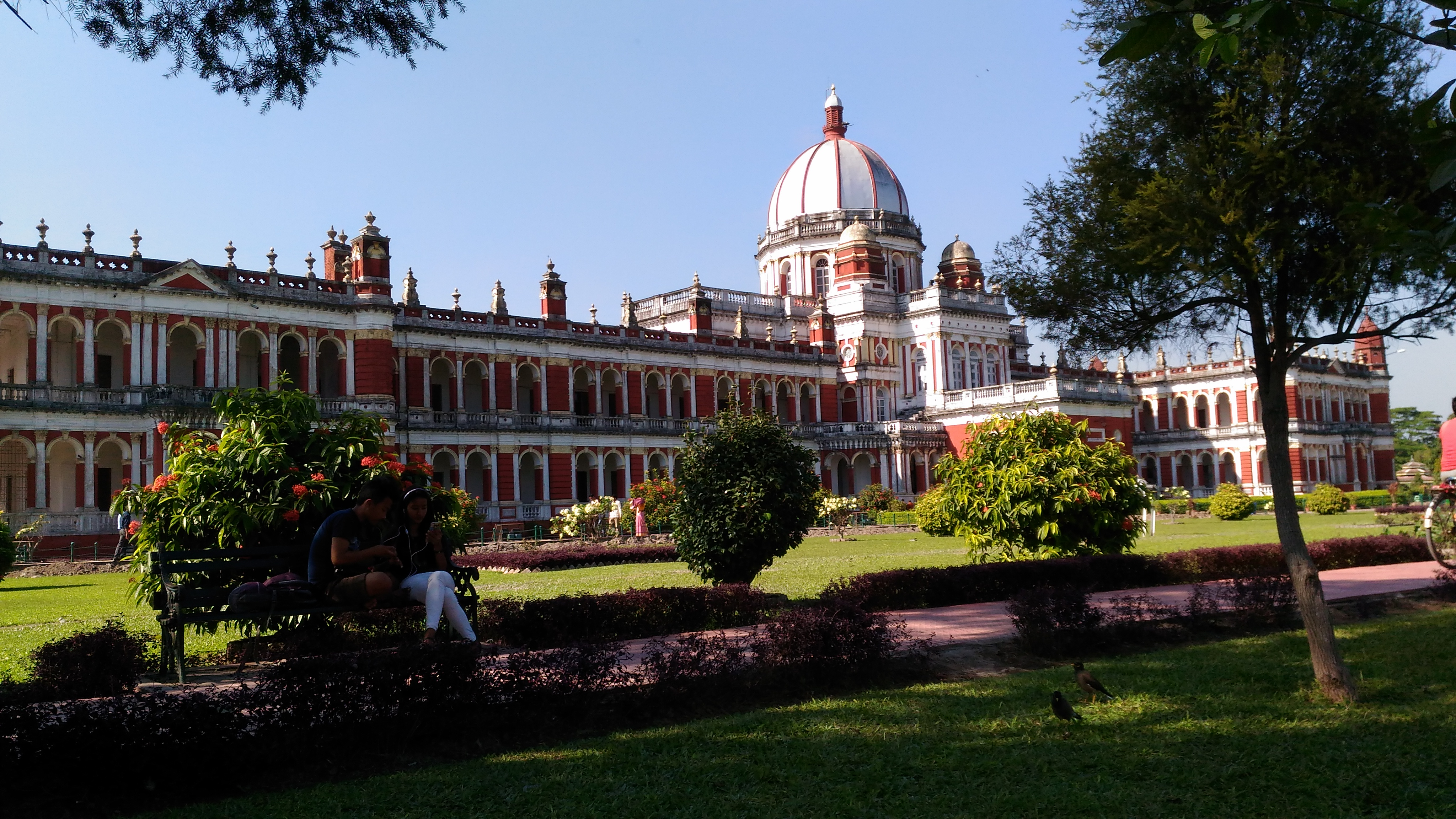
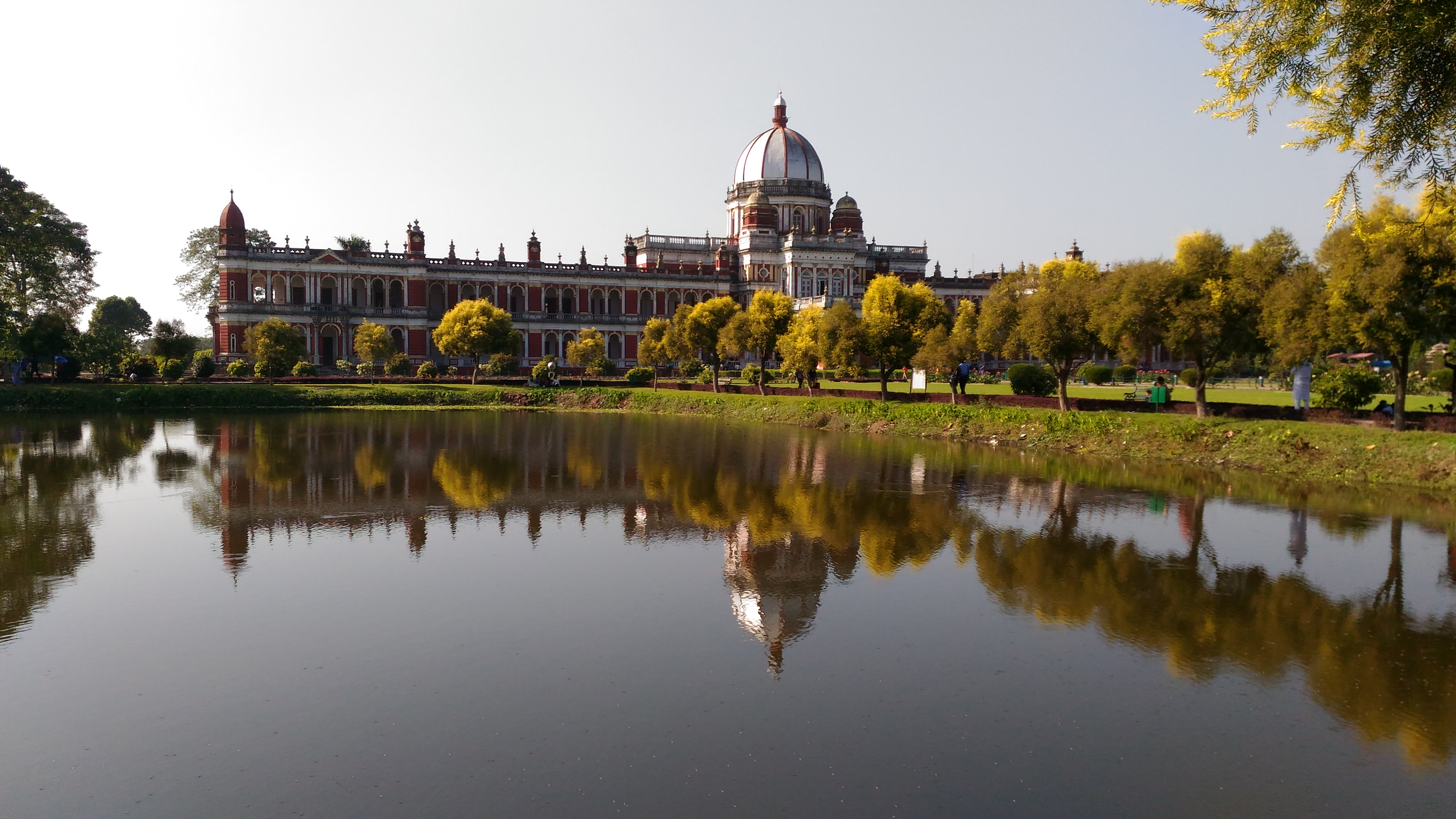
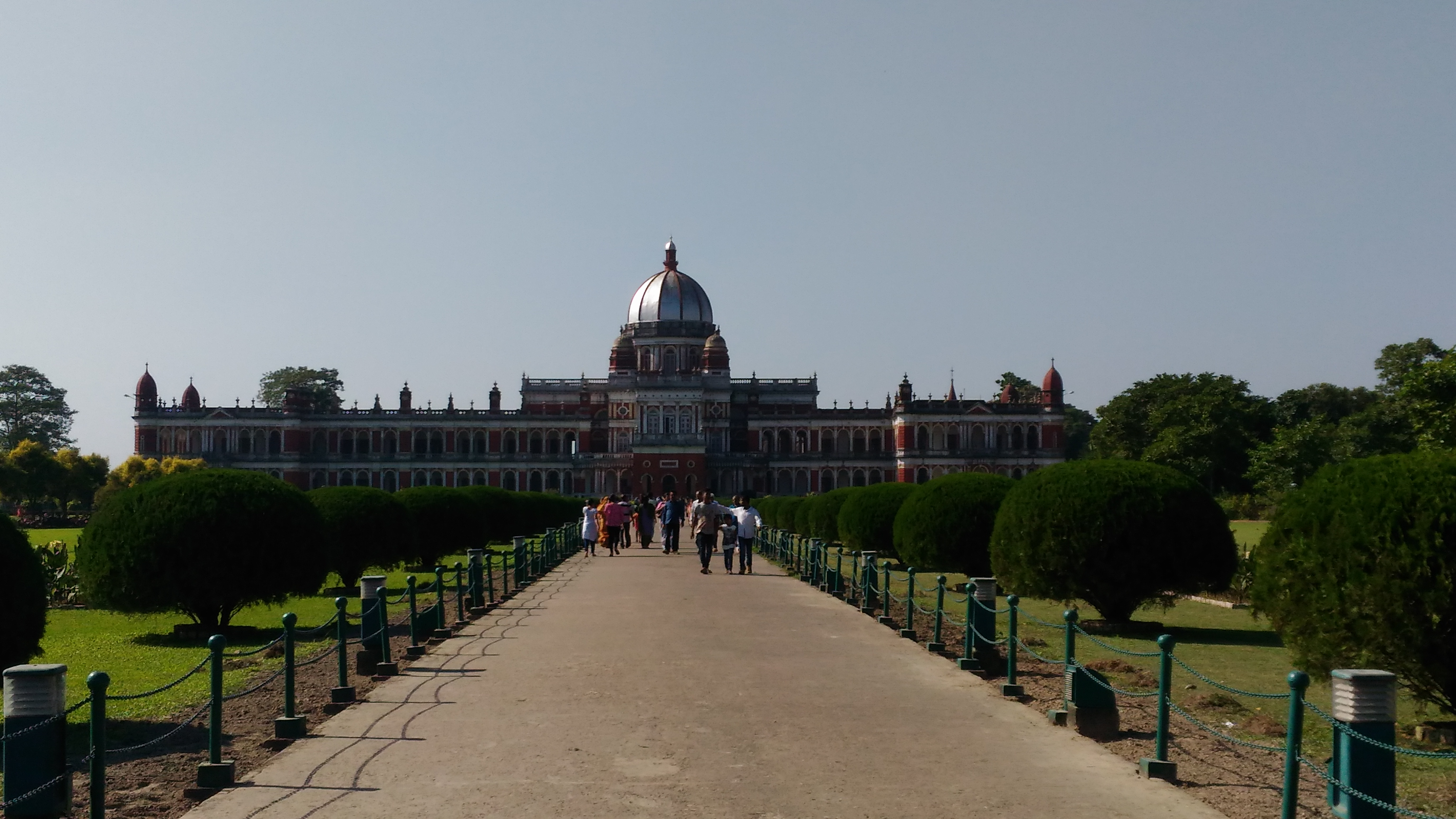